# Philodromus medius
Philodromus medius es una especie de araña cangrejo del género Philodromus, familia Philodromidae. Fue descrita científicamente por O. P.-Cambridge en 1872.

## Distribución
Esta especie se encuentra en Europa (Italia, Grecia, Chipre, Ucrania) y Asia (Turquía, Israel, Irán y Azerbaiyán).